# Sepp Herberger
Josef "Sepp" Herberger (Mannheim, 28 de março de 1897 — Weinheim-Hohensachsen, 28 de abril de 1977) foi um futebolista e treinador de futebol alemão. Foi famoso por ter sido o treinador da equipa vencedora da Copa do Mundo de 1954, conhecida como Milagre de Berna.

## Carreira
Herberger jogou entre 1921 e 1925 na Selecção alemã de futebol antes de ser nomeado em 1932 assistente do então treinador da selecção alemã, Otto Nerz. Herberger sucedeu-lhe no cargo depois da eliminação prematura nos Jogos Olímpicos de Berlim em 1936. Depois da Segunda Guerra Mundial dirigiu o clube Eintracht Frankfurt.
Embora tenha aderido ao Partido Nacional Socialista Alemão dos Trabalhadores em 1933, em 1946 dentro das acções de desnazificação foi classificado como simpatizante. Dizia que o seu trabalho consistia na «construção da equipa ideal» (à data da sua morte, deixou uma autêntica biblioteca de anotações e memorandos), o que veio a dar frutos no campeonato mundial de 1954.

## Treinador
Treinou a Selecção Alemã de 1936 a 1942 e a Alemanha Ocidental de 1950 a 1964.

## Frases célebres
Algumas frases de Sepp Herberger converteram-se em clássicas da sociedade alemã por resumir a essência do futebol, e foram difundidas rapidamente pela imprensa e continuam célebres:
- "A bola é redonda"
- "Depois do jogo é antes do jogo seguinte"
- "O jogo tem uma duração de 90 minutos"
- "A bola é redonda, o jogo tem uma duração de 90 minutos, tudo o mais é pura teoria"
- "Atacar e defender com máxima eficiência".

## Títulos
Seleção da Alemanha
- Copa do Mundo de 1954

Individual
- 20º Melhor Treinador de Todos os Tempos da World Soccer: 2013[3][4]